# Louie Carr
Louie Michell Carr Oguilve (Limón, 20 de agosto de 1991) es un jugador de fútbol profesional costarricense. Se desempeñaba como delantero, actualmente inactivo  Tuvo una larga carrera deportiva en clubes nacionales,en primera división  empezó en Brujas FC luego pasó al Puntarenas F.C. y Limón FC. En segunda división vistió las camisetas del Aserrí, Jacó Rays, Turrialba y Jicaraleña. Tuvo una rotura de ligamento cruzado anterior en la rodilla derecha en el 2015.

## Carrera
| Club            | País       | Año             |
| --------------- | ---------- | --------------- |
| Brujas FC       | Costa Rica | 2008-2011       |
| Puntarenas F.C. | Costa Rica | 2011-2012       |
| Limón FC        | Costa Rica | 2011-actualidad |